# Saldae
Saldae fue una importante ciudad portuaria en el antiguo Imperio Romano, ubicada en la actual Bugía (en Cabilia, en el este de Argelia). Generalmente fue un punto de encrucijada entre los segmentos oriental y occidental del norte de África, desde la época de Cártago hasta la retirada del Imperio Bizantino del continente africano.

## Historia
Saldae fue habitada por primera vez por bereberes númidas. Puerto menor en la época cartaginesa y romana temprana, fue una ciudad fronteriza entre Roma y Juba, ubicada al este de los antiguos reinos bereberes.

### Era romana

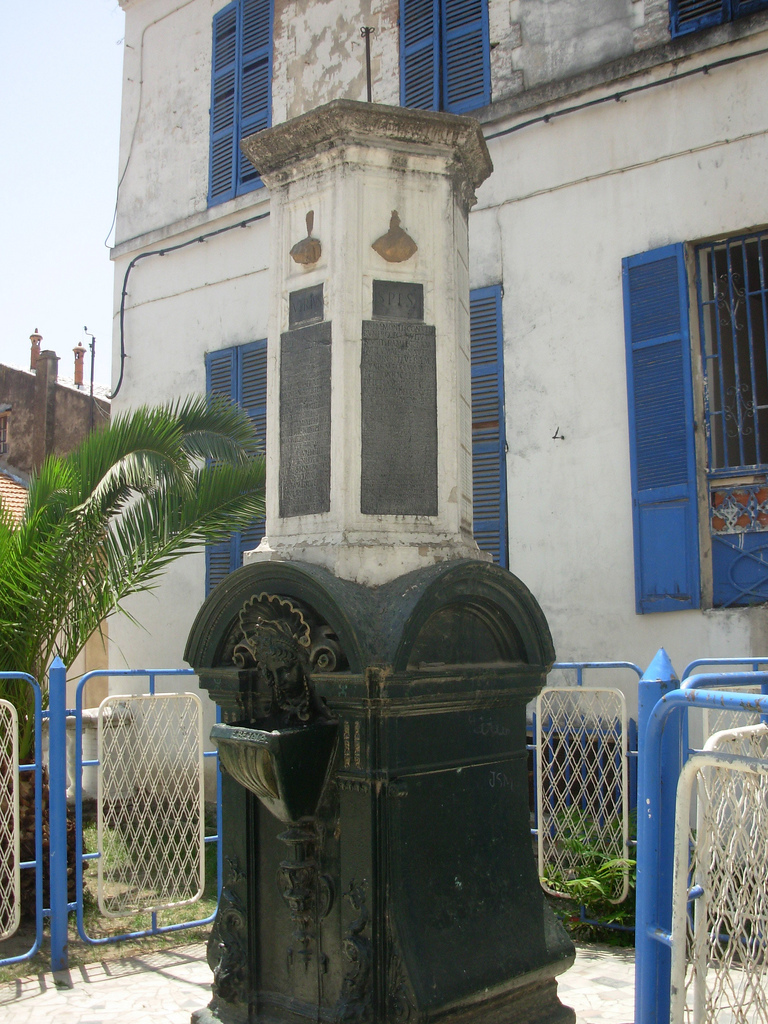
"Cippus" romano y tablillas con inscripciones a Nonio Dato

Se convirtió oficialmente en una colonia romana, llamada Civitas Salditana, durante el reinado del emperador romano Octaviano Augusto. Es mencionada en la Naturalis Historia de Plinio el Viejo . 
La Enciclopedia de sitios clásicos de Princeton informa:

La época romana ha dejado restos más abundantes. Los vestigios de las murallas son visibles en varios lugares ... De los monumentos que se han conservado o citado, son particularmente interesantes los restos de un templo debajo de la iglesia, construido en el sitio de una mezquita. Sin duda, el templo se encontraba cerca del foro, cuya ubicación está indicada por las bases de las estatuas. En las inmediaciones, los baños públicos han producido un gran mosaico ornamental (una pieza se exhibe en la iglesia). Otros baños públicos estaban en el sitio del Hospital Civil. Allí se encontraron dos mosaicos similares; representan cabezas del dios del mar Oceanus flanqueadas por Nereidas (ninfas). Uno está en el Museo de Argel, el otro en el ayuntamiento de Bugía. Un tercer baño público estaba ubicado cerca de la escuela secundaria. Las cisternas y los lavabos todavía son visibles (de hecho, todavía en uso) en varios lugares de la ciudad alta. Fueron alimentados por el acueducto de Toudja, que traía agua de manantiales ubicados a 21 km al oeste ... Al oeste de la ciudad central se ha supuesto que una depresión redondeada fue el sitio de un circo, un anfiteatro y un teatro. No se conocen restos antiguos que resuelvan la cuestión. Una sola inscripción (CIL, VIII, 8938) menciona "ludi circenses". En los alrededores de la ciudad se han encontrado muchas esculturas romanas, algunas talladas en la roca, otras encontradas en el suelo, otras como sarcófagos. Un sarcófago con estrías está en el Louvre. Pocas esculturas proceden de la propia Saldae, principalmente algunos capiteles y estelas votivas dedicadas a Saturno.

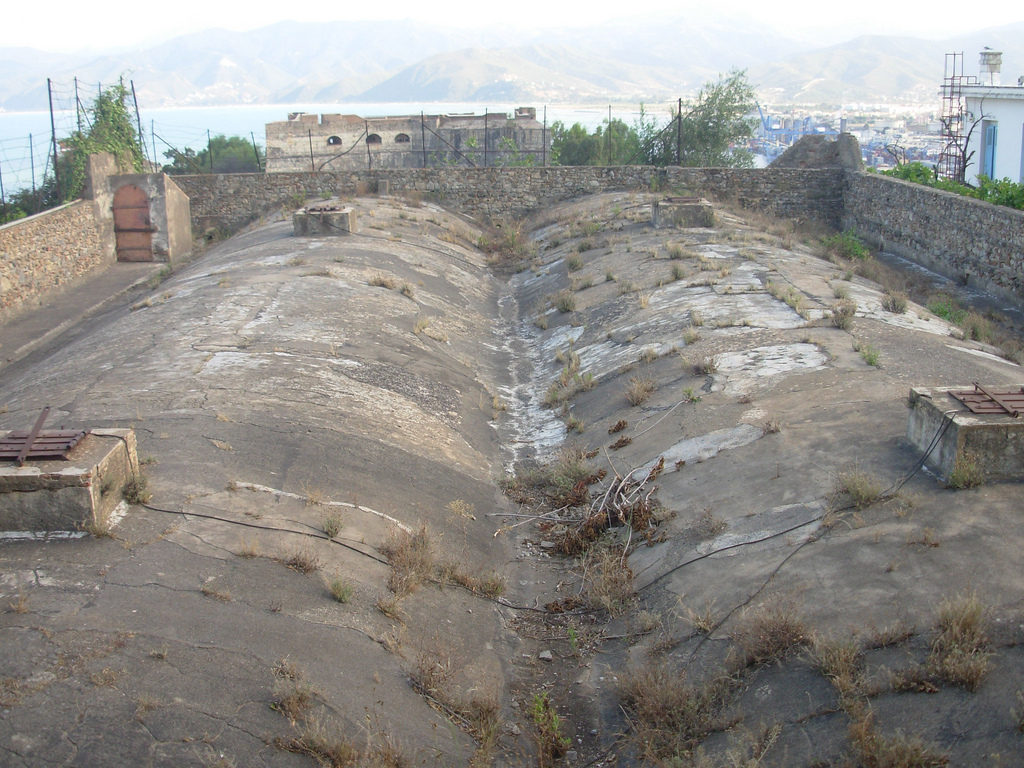
Techo de una cisterna abovedada romana al pie del acueducto de Toudja

La ciudad creció en tamaño con nuevos edificios y el emperador Vespasiano la asentó con muchos veteranos romanos, aumentando su población e importancia en la provincia de Mauritania Cesariense, y cuando ésta se dividió, en la nueva provincia tardorromana de Mauritania Sitifense. 
La ciudad estaba bajo la ius (ley) romana y sus ciudadanos estaban dotados de plenos derechos civiles. Saldae era el centro de una zona de Mauritania Cesariense totalmente romanizada, que a finales del siglo III era incluso plenamente cristiana.
En el siglo III, Cayo Cornelio Peregrino, un decurión (concejal) de Saldae, era un tribunus (tribuno militar, un comandante a nivel de cohorte) de la guarnición auxiliar en Alauna Carvetiorum, en el norte de Gran Bretaña. Un altar dedicado por él fue descubierto poco antes de 1587 en la esquina noroeste del fuerte, donde probablemente había sido reutilizado en un edificio tardorromano.

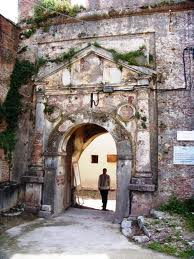
Arco antiguo

## Historia eclesiástica
Con la expansión del cristianismo, Saldae se convirtió en obispado. Su obispo Paschasius fue uno de los obispos católicos que el rey arriano vándalo Hunérico convocó al Concilio de Cartago (484) y luego exilió.
El cristianismo sobrevivió a la conquista árabe, la desaparición de la ciudad vieja de Saldae y la fundación de la nueva ciudad de Bugía. Existe una carta del Papa Gregorio VII (1073-1085), dirigida a clero et populo Buzee (el clero y el pueblo de Bugía), en la que escribe sobre la consagración de un obispo llamado Servando para el norte de África cristiano.
Saldae, que ya no es un obispado residencial, figura hoy en la lista de la Iglesia Católica como sede titular.